# تیلدونک
تیلدونک (به لاتین: Tildonk) یک روستا در بلژیک است که در اکت واقع شده‌است.